# La Mañana de Córdoba
La Mañana de Córdoba fue un diario argentino de la ciudad de Córdoba, Argentina. Su primera publicación fue el 23 de abril de 1997, y llegó a ser el segundo de mayor tirada en la ciudad. Después de 19 años, cerró sus operaciones el 9 de junio de 2016.

## Historia
A comienzos de 1997 un periodista cordobés y Julio Ramos, director del diario porteño Ámbito Financiero deciden iniciar el proyecto de crear un diario, de línea editorial crítica a la impuesta en la ciudad hasta ese momento, según su sitio oficial.
Finalmente su primer número se publicó el 23 de abril de 1997. Al iniciarse la segunda década del siglo XXI, su tirada era la segunda en la ciudad.
Según su sitio oficial, la prosa del diario tiene "la marca, la pasión, el estilo, la prosa filosa y a veces desprolija, la garra periodística, el tono picante que le impuso Julio Ramos".
Su sitio web (lmcordoba.com.ar) ganó en 2011, el premio al mejor medio de comunicación en línea del País. Premio Mate.ar de Plata.
Tras varios meses de conflictos, cerró sus puertas el 9 de junio de 2016.